# Cara Black
Pour les articles homonymes, voir Black et Cara Black (homonymie).
Cara Black, née le 17 février 1979 à Harare, est une joueuse de tennis zimbabwéenne, professionnelle de 1998 à 2015.
Numéro un mondiale en double dames le 17 octobre 2005, elle est la troisième joueuse restée le plus longtemps au sommet de la hiérarchie dans cette spécialité (167 semaines), derrière Martina Navrátilová et Liezel Huber. C'est d'ailleurs avec cette dernière qu'elle a remporté quatre de ses cinq tournois du Grand Chelem.
Cara Black compte soixante titres WTA en double dames à son palmarès, ce qui fait d'elle l'une des joueuses les plus récompensées depuis le début des années 1970. Elle a aussi gagné le tournoi de tennis d'Hawaï en septembre 2002, son unique succès en simple.
Elle est également, avec Navrátilová, Hantuchová et Hingis, l'une des quatre seules joueuses à avoir remporté les quatre tournois du Grand Chelem en double mixte dans sa carrière sous l'ère Open.
Elle a joué pour l'équipe du Zimbabwe de Fed Cup à partir de 1993.
Elle est la sœur cadette de deux joueurs de tennis professionnels : Byron Black et Wayne Black.

## Carrière tennistique

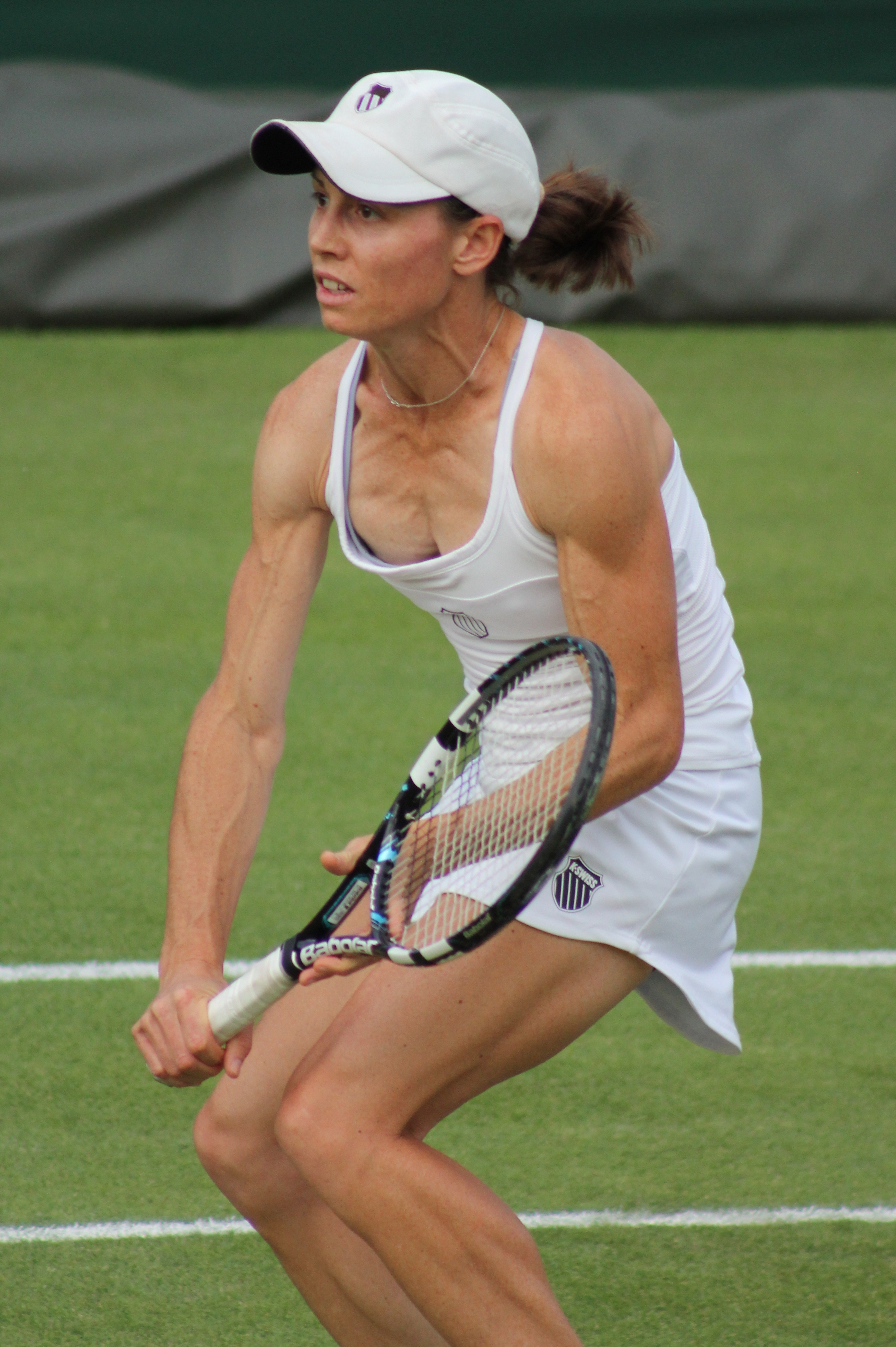
Cara Black à Wimbledon 2013

Initiée au tennis dès son plus jeune âge sur des courts en gazon, sa surface de prédilection, Cara Black dispute ses premiers matchs officiels en 1992. Championne du monde junior en 1997 (à la fois en simple et en double filles), ses progrès réguliers lui permettent dès 1998, à 19 ans, de faire son entrée au sein du club des cinquante meilleures joueuses au classement WTA. 31e le 15 mars 1999, elle ne parvient pas à concrétiser les espoirs placés en elle, plafonnant le plus souvent et jusqu'en 2003 entre les 40e et 60e places.
En 2001, non sans avoir sorti Conchita Martínez (finaliste de la précédente édition) au 3e tour, elle accède aux huitièmes de finale à Roland-Garros, sa meilleure performance individuelle dans une épreuve du Grand Chelem. Surtout, elle enregistre quelque huit succès en double dames – dont sept associée à Elena Likhovtseva. C'est dans cette discipline qu'elle obtient par la suite des résultats d'exception.
Après deux autres saisons encourageantes, elle s'impose à six reprises en 2004 aux côtés de Rennae Stubbs, notamment à Wimbledon.
En janvier 2005, elle entame une collaboration exclusive avec la Sud-Africaine Liezel Huber, de trois ans son aînée, avec laquelle elle s'était déjà illustrée à Tokyo en 2001. Si leurs débuts sont un peu hésitants, toutes deux atteignent la finale à Roland-Garros puis, en juillet, sont sacrées championnes à Wimbledon. Mais, quelques jours après ce triomphe londonien, Huber se blesse au genou gauche et se voit contrainte de prendre du repos pendant six mois. Black termine la saison avec son ancienne coéquipière Stubbs, avec qui elle continue à jouer en 2006 ; ajoutant cinq trophées à leur crédit en un an et demi, leur collaboration s'avère cependant bien moins prolifique qu'initialement.
En 2007, après quatre saisons de déclin, elle décide de mettre un terme à sa carrière en simple et de tenter une seconde alliance avec Huber, revenue à son meilleur niveau. Leur collaboration s'avère une totale réussite : avec neuf titres engrangés, dont l'Open d'Australie, Wimbledon et les Masters, la paire est demeurée numéro un mondiale sans discontinuer au classement Race, ne concédant qu'une réelle contre-performance à l'US Open (défaite au 2e tour face à Camerin et Dulko). Elles continuent à enchaîner les victoires en 2008 : si les trois premières levées du Grand Chelem leur échappent, elles s'emparent de l'US Open en septembre puis des Masters en novembre, confirmant leur suprématie.
Avec cinq victoires, le tandem Black-Huber est relativement moins convaincant en 2009, surclassé par les sœurs Venus et Serena Williams qui gagnent trois fois sur quatre en Grand Chelem. Elles perdent aussi leur titre aux Masters face aux Ibériques Llagostera et Martínez. Mais, à la faveur de leur régularité, les deux joueuses demeurent numéro un mondiale pendant toute la saison.
En janvier 2010, Black et Huber perdent la finale de l'Open d'Australie contre les Williams (la Zimbabwéenne se console en remportant le double mixte avec Leander Paes). Le 19 avril, la victoire de Huber à Charleston (avec Petrova) la destitue de sa place de numéro un mondiale. Le 28 avril, pendant le Grand Prix de Stuttgart, Huber explique : « Cara et moi avons d'un commun accord décidé de mettre temporairement fin à notre partenariat exclusif.».
Ses deux frères, Byron et Wayne, ont aussi évolué parmi l'élite du tennis sur le circuit ATP. Avec ce dernier, elle s'est imposée deux fois en double mixte, à Roland-Garros en 2002 et à Wimbledon en 2004.

## Palmarès

### Titre en simple dames
| No | Date       | Nom et lieu du tournoi             | Catégorie | Dotation  | Surface    | Finaliste    | Score     |          |
| -- | ---------- | ---------------------------------- | --------- | --------- | ---------- | ------------ | --------- | -------- |
| 1  | 09-09-2002 | Big Island Championships, Waikoloa | Tier IV   | 140 000 $ | Dur (ext.) | Lisa Raymond | 7-61, 6-4 | Parcours |

### Finale en simple dames
| No | Date       | Nom et lieu du tournoi     | Catégorie | Dotation  | Surface    | Vainqueure  | Score    |          |
| -- | ---------- | -------------------------- | --------- | --------- | ---------- | ----------- | -------- | -------- |
| 1  | 03-01-2000 | ASB Bank Classic, Auckland | Tier IVb  | 110 000 $ | Dur (ext.) | Anne Kremer | 6-4, 6-4 | Parcours |

### Titres en double dames
| No | Date       | Nom et lieu du tournoi                 | Catégorie | Dotation    | Surface         | Partenaire             | Finalistes                                 | Score            |          |
| -- | ---------- | -------------------------------------- | --------- | ----------- | --------------- | ---------------------- | ------------------------------------------ | ---------------- | -------- |
| 1  | 03-01-2000 | ASB Bank Classic Auckland              | Tier IVb  | 110 000 $   | Dur (ext.)      | Alexandra Fusai        | Barbara Schwartz Patricia Wartusch         | 3-6, 6-3, 6-4    | Parcours |
| 2  | 08-01-2001 | ANZ Tasmanian International Hobart     | Tier V    | 110 000 $   | Dur (ext.)      | Elena Likhovtseva      | Ruxandra Dragomir Virginia Ruano Pascual   | 6-4, 6-1         | Parcours |
| 3  | 01-05-2001 | Betty Barclay Cup Hambourg             | Tier II   | 565 000 $   | Terre (ext.)    | Elena Likhovtseva      | Květa Hrdličková Barbara Rittner           | 6-2, 4-6, 6-2    | Parcours |
| 4  | 14-05-2001 | Italian Open Rome                      | Tier I    | 1 200 000 $ | Terre (ext.)    | Elena Likhovtseva      | Paola Suárez Patricia Tarabini             | 6-1, 6-1         | Parcours |
| 5  | 11-06-2001 | DFS Classic Birmingham                 | Tier III  | 170 000 $   | Gazon (ext.)    | Elena Likhovtseva      | Kimberly Po Nathalie Tauziat               | 6-1, 6-2         | Parcours |
| 6  | 30-07-2001 | Acura Classic San Diego                | Tier II   | 750 000 $   | Dur (ext.)      | Elena Likhovtseva      | Martina Hingis Anna Kournikova             | 6-4, 1-6, 6-4    | Parcours |
| 7  | 20-08-2001 | Pilot Pen Tennis New Haven             | Tier II   | 565 000 $   | Dur (ext.)      | Elena Likhovtseva      | Jelena Dokić Nadia Petrova                 | 6-0, 3-6, 6-2    | Parcours |
| 8  | 17-09-2001 | Toyota Princess Cup Tokyo              | Tier II   | 565 000 $   | Dur (ext.)      | Liezel Huber           | Kim Clijsters Ai Sugiyama                  | 6-1, 6-3         | Parcours |
| 9  | 01-04-2002 | Porto Open Porto                       | Tier IV   | 140 000 $   | Terre (ext.)    | Irina Selyutina        | Kristie Boogert Magüi Serna                | 7-66, 6-4        | Parcours |
| 10 | 23-09-2002 | Wismilak International Bali            | Tier III  | 225 000 $   | Dur (ext.)      | Virginia Ruano Pascual | Svetlana Kuznetsova Arantxa Sánchez        | 6-2, 6-3         | Parcours |
| 11 | 06-01-2003 | Moorilla International Hobart          | Tier V    | 110 000 $   | Dur (ext.)      | Elena Likhovtseva      | Barbara Schett Patricia Wartusch           | 7-5, 7-61        | Parcours |
| 12 | 21-07-2003 | Bank of the West Classic Stanford      | Tier II   | 635 000 $   | Dur (ext.)      | Lisa Raymond           | Cho Yoon-jeong Francesca Schiavone         | 7-65, 6-1        | Parcours |
| 13 | 12-01-2004 | Adidas International Sydney            | Tier II   | 585 000 $   | Dur (ext.)      | Rennae Stubbs          | Dinara Safina Meghann Shaughnessy          | 7-5, 3-6, 6-4    | Parcours |
| 14 | 02-02-2004 | Toray Pan Pacific Open Tokyo           | Tier I    | 1 300 000 $ | Moquette (int.) | Rennae Stubbs          | Elena Likhovtseva Magdalena Maleeva        | 6-0, 6-1         | Parcours |
| 15 | 16-02-2004 | Proximus Diamond Games Anvers          | Tier II   | 585 000 $   | Moquette (int.) | Els Callens            | Myriam Casanova Eléni Daniilídou           | 6-2, 6-1         | Parcours |
| 16 | 21-06-2004 | The Championships Wimbledon            | G. Chelem | 6 063 070 $ | Gazon (ext.)    | Rennae Stubbs          | Liezel Huber Ai Sugiyama                   | 6-3, 7-65        | Parcours |
| 17 | 26-07-2004 | Acura Classic San Diego                | Tier I    | 1 300 000 $ | Dur (ext.)      | Rennae Stubbs          | Virginia Ruano Pascual Paola Suárez        | 4-6, 6-1, 6-4    | Parcours |
| 18 | 04-10-2004 | Porsche Tennis Grand Prix Filderstadt  | Tier II   | 650 000 $   | Dur (int.)      | Rennae Stubbs          | Anna-Lena Grönefeld Julia Schruff          | 6-3, 6-2         | Parcours |
| 19 | 18-10-2004 | Swisscom Challenge Zurich              | Tier I    | 1 300 000 $ | Dur (int.)      | Rennae Stubbs          | Virginia Ruano Pascual Paola Suárez        | 6-4, 6-4         | Parcours |
| 20 | 14-02-2005 | Proximus Diamond Games Anvers          | Tier II   | 585 000 $   | Moquette (int.) | Els Callens            | Anabel Medina Dinara Safina                | 3-6, 6-4, 6-4    | Parcours |
| 21 | 09-05-2005 | Telecom Italia Masters Rome            | Tier I    | 1 300 000 $ | Terre (ext.)    | Liezel Huber           | Maria Kirilenko Anabel Medina              | 6-0, 4-6, 6-1    | Parcours |
| 22 | 20-06-2005 | The Championships Wimbledon            | G. Chelem | 7 285 286 $ | Gazon (ext.)    | Liezel Huber           | Svetlana Kuznetsova Amélie Mauresmo        | 6-2, 6-1         | Parcours |
| 23 | 25-07-2005 | Bank of the West Classic Stanford      | Tier II   | 585 000 $   | Dur (ext.)      | Rennae Stubbs          | Elena Likhovtseva Vera Zvonareva           | 6-3, 7-5         | Parcours |
| 24 | 17-10-2005 | Zürich Open Zurich                     | Tier I    | 1 300 000 $ | Dur (int.)      | Rennae Stubbs          | Daniela Hantuchová Ai Sugiyama             | 6-76, 7-64, 6-3  | Parcours |
| 25 | 31-10-2005 | Advanta Championships Philadelphie     | Tier II   | 585 000 $   | Dur (int.)      | Rennae Stubbs          | Lisa Raymond Samantha Stosur               | 6-4, 7-64        | Parcours |
| 26 | 31-07-2006 | Acura Classic San Diego                | Tier I    | 1 340 000 $ | Dur (ext.)      | Rennae Stubbs          | Anna-Lena Grönefeld Meghann Shaughnessy    | 6-2, 6-2         | Parcours |
| 27 | 16-10-2006 | Zurich Open Zurich                     | Tier I    | 1 340 000 $ | Dur (int.)      | Rennae Stubbs          | Liezel Huber Katarina Srebotnik            | 7-5, 7-5         | Parcours |
| 28 | 15-01-2007 | Australian Open Melbourne              | G. Chelem | 6 737 973 $ | Dur (ext.)      | Liezel Huber           | Chan Yung-Jan Chuang Chia-Jung             | 6-4, 6-74, 6-1   | Parcours |
| 29 | 05-02-2007 | Open Gaz de France Paris               | Tier II   | 600 000 $   | Moquette (int.) | Liezel Huber           | Gabriela Navrátilová Vladimíra Uhlířová    | 6-2, 6-0         | Parcours |
| 30 | 12-02-2007 | Proximus Diamond Games Anvers          | Tier II   | 600 000 $   | Moquette (int.) | Liezel Huber           | Elena Likhovtseva Elena Vesnina            | 7-5, 4-6, 6-1    | Parcours |
| 31 | 19-02-2007 | Tennis Championships Dubaï             | Tier II   | 1 500 000 $ | Dur (ext.)      | Liezel Huber           | Svetlana Kuznetsova Alicia Molik           | 7-66, 6-4        | Parcours |
| 32 | 25-06-2007 | The Championships Wimbledon            | G. Chelem | 9 221 372 $ | Gazon (ext.)    | Liezel Huber           | Katarina Srebotnik Ai Sugiyama             | 3-6, 6-3, 6-2    | Parcours |
| 33 | 30-07-2007 | Acura Classic San Diego                | Tier I    | 1 340 000 $ | Dur (ext.)      | Liezel Huber           | Victoria Azarenka Anna Chakvetadze         | 7-5, 6-4         | Parcours |
| 34 | 08-10-2007 | Kremlin Cup Moscou                     | Tier I    | 1 340 000 $ | Moquette (int.) | Liezel Huber           | Victoria Azarenka Tatiana Poutchek         | 4-6, 6-1, [10-7] | Parcours |
| 35 | 22-10-2007 | Generali Ladies Linz                   | Tier II   | 600 000 $   | Dur (int.)      | Liezel Huber           | Katarina Srebotnik Ai Sugiyama             | 6-2, 3-6, [10-8] | Parcours |
| 36 | 05-11-2007 | Sony Ericsson Championships Madrid     | Masters   | 3 000 000 $ | Dur (int.)      | Liezel Huber           | Katarina Srebotnik Ai Sugiyama             | 5-7, 6-3, [10-8] | Parcours |
| 37 | 11-02-2008 | Proximus Diamond Games Anvers          | Tier II   | 600 000 $   | Dur (int.)      | Liezel Huber           | Květa Peschke Ai Sugiyama                  | 6-1, 6-3         | Parcours |
| 38 | 25-02-2008 | Barclays Tennis Championships Dubaï    | Tier II   | 1 500 000 $ | Dur (ext.)      | Liezel Huber           | Yan Zi Zheng Jie                           | 7-5, 6-2         | Parcours |
| 39 | 05-05-2008 | Qatar Telecom German Open Berlin       | Tier I    | 1 340 000 $ | Terre (ext.)    | Liezel Huber           | Nuria Llagostera Vives María José Martínez | 3-6, 6-2, [10-2] | Parcours |
| 40 | 09-06-2008 | DFS Classic Birmingham                 | Tier III  | 200 000 $   | Gazon (ext.)    | Liezel Huber           | Séverine Beltrame Virginia Ruano Pascual   | 6-2, 6-1         | Parcours |
| 41 | 16-06-2008 | International Women's Open Eastbourne  | Tier II   | 600 000 $   | Gazon (ext.)    | Liezel Huber           | Květa Peschke Rennae Stubbs                | 2-6, 6-0, [10-8] | Parcours |
| 42 | 14-07-2008 | Bank of the West Classic Stanford      | Tier II   | 600 000 $   | Dur (ext.)      | Liezel Huber           | Elena Vesnina Vera Zvonareva               | 6-4, 6-3         | Parcours |
| 43 | 28-07-2008 | Coupe Rogers American Express Montréal | Tier I    | 1 340 000 $ | Dur (ext.)      | Liezel Huber           | Maria Kirilenko Flavia Pennetta            | 6-1, 6-1         | Parcours |
| 44 | 25-08-2008 | US Open Flushing Meadows               | G. Chelem | 9 350 000 $ | Dur (ext.)      | Liezel Huber           | Lisa Raymond Samantha Stosur               | 6-3, 7-66        | Parcours |
| 45 | 13-10-2008 | Tennis.com Open Zurich                 | Tier II   | 600 000 $   | Dur (int.)      | Liezel Huber           | Anna-Lena Grönefeld Patty Schnyder         | 6-1, 7-63        | Parcours |
| 46 | 04-11-2008 | Sony Ericsson Championships Doha       | Masters   | 4 450 000 $ | Dur (ext.)      | Liezel Huber           | Květa Peschke Rennae Stubbs                | 6-1, 7-5         | Parcours |
| 47 | 09-02-2009 | Open GDF Suez Paris                    | Premier   | 600 000 $   | Dur (int.)      | Liezel Huber           | Květa Peschke Lisa Raymond                 | 6-4, 3-6, [10-4] | Parcours |
| 48 | 16-02-2009 | Barclays Tennis Championships Dubaï    | Premier 5 | 2 000 000 $ | Dur (ext.)      | Liezel Huber           | Maria Kirilenko Agnieszka Radwańska        | 6-3, 6-3         | Parcours |
| 49 | 09-05-2009 | Mutua Madrileña Open Madrid            | PREMIER*  | 4 500 000 $ | Terre (ext.)    | Liezel Huber           | Květa Peschke Lisa Raymond                 | 4-6, 6-3, [10-6] | Parcours |
| 50 | 08-06-2009 | Aegon Classic Birmingham               | Intern'l  | 220 000 $   | Gazon (ext.)    | Liezel Huber           | Raquel Kops-Jones Abigail Spears           | 6-1, 6-4         | Parcours |
| 51 | 10-08-2009 | Western & Southern Open Cincinnati     | Premier 5 | 2 000 000 $ | Dur (ext.)      | Liezel Huber           | Nuria Llagostera Vives María José Martínez | 6-3, 0-6, [10-2] | Parcours |
| 52 | 04-01-2010 | ASB Classic Auckland                   | Intern'l  | 220 000 $   | Dur (ext.)      | Liezel Huber           | Natalie Grandin Laura Granville            | 7-64, 6-2        | Parcours |
| 53 | 10-01-2010 | Medibank International Sydney          | Premier   | 600 000 $   | Dur (ext.)      | Liezel Huber           | Tathiana Garbin Nadia Petrova              | 6-1, 3-6, [10-3] | Parcours |
| 54 | 07-06-2010 | Aegon Classic Birmingham               | Intern'l  | 220 000 $   | Gazon (ext.)    | Lisa Raymond           | Liezel Huber Bethanie Mattek-Sands         | 6-3, 3-2, ab.    | Parcours |
| 55 | 31-12-2012 | ASB Classic Auckland                   | Intern'l  | 235 000 $   | Dur (ext.)      | Anastasia Rodionova    | Julia Görges Yaroslava Shvedova            | 2-6, 6-2, [10-5] | Parcours |
| 56 | 22-09-2013 | Toray Pan Pacific Open Tokyo           | Premier 5 | 2 369 000 $ | Dur (ext.)      | Sania Mirza            | Chan Hao-Ching Liezel Huber                | 4-6, 6-0, [11-9] | Parcours |
| 57 | 28-09-2013 | China Open Pékin                       | PREMIER*  | 5 185 625 $ | Dur (ext.)      | Sania Mirza            | Vera Dushevina Arantxa Parra Santonja      | 6-2, 6-2         | Parcours |
| 58 | 28-04-2014 | Portugal Open Oeiras                   | Intern'l  | 250 000 $   | Terre (ext.)    | Sania Mirza            | Eva Hrdinová Valeria Solovieva             | 6-4, 6-3         | Parcours |
| 59 | 15-09-2014 | Toray Pan Pacific Open Tokyo           | Premier   | 1 000 000 $ | Dur (ext.)      | Sania Mirza            | Garbiñe Muguruza Carla Suárez Navarro      | 6-2, 7-5         | Parcours |
| 60 | 20-10-2014 | BNP Paribas WTA Finals Singapour       | Masters   | 6 500 000 $ | Dur (int.)      | Sania Mirza            | Hsieh Su-Wei Peng Shuai                    | 6-1, 6-0         | Parcours |

### Finales en double dames
| No | Date       | Nom et lieu du tournoi                         | Catégorie | Dotation    | Surface         | Vainqueures                                | Partenaire          | Score             |          |
| -- | ---------- | ---------------------------------------------- | --------- | ----------- | --------------- | ------------------------------------------ | ------------------- | ----------------- | -------- |
| 1  | 14-06-1999 | Heineken Trophy Bois-le-Duc                    | Tier III  | 180 000 $   | Gazon (ext.)    | Silvia Farina Rita Grande                  | Kristie Boogert     | 7-5, 7-6          | Parcours |
| 2  | 01-11-1999 | Challenge Bell Québec                          | Tier III  | 180 000 $   | Moquette (int.) | Amy Frazier Katie Schlukebir               | Debbie Graham       | 6-2, 6-3          | Parcours |
| 3  | 12-06-2000 | DFS Classic Birmingham                         | Tier III  | 170 000 $   | Gazon (ext.)    | Rachel McQuillan Lisa McShea               | Irina Selyutina     | 6-3, 7-65         | Parcours |
| 4  | 24-07-2000 | Bank of the West Classic Stanford              | Tier II   | 535 000 $   | Dur (ext.)      | Chanda Rubin Sandrine Testud               | Amy Frazier         | 6-4, 6-4          | Parcours |
| 5  | 28-08-2000 | US Open Flushing Meadows                       | G. Chelem | 6 467 000 $ | Dur (ext.)      | Julie Halard Ai Sugiyama                   | Elena Likhovtseva   | 6-0, 1-6, 6-1     | Parcours |
| 6  | 07-05-2001 | Eurocard German Open Berlin                    | Tier I    | 1 185 000 $ | Terre (ext.)    | Els Callens Meghann Shaughnessy            | Elena Likhovtseva   | 6-4, 6-3          | Parcours |
| 7  | 18-06-2001 | Britannic Asset Int’l Championships Eastbourne | Tier II   | 565 000 $   | Gazon (ext.)    | Lisa Raymond Rennae Stubbs                 | Elena Likhovtseva   | 6-2, 6-2          | Parcours |
| 8  | 29-10-2001 | Sanex Championships Munich                     | Masters   | 3 000 000 $ | Dur (int.)      | Lisa Raymond Rennae Stubbs                 | Elena Likhovtseva   | 7-5, 3-6, 6-3     | Parcours |
| 9  | 25-02-2002 | State Farm Classic Scottsdale                  | Tier II   | 585 000 $   | Dur (ext.)      | Lisa Raymond Rennae Stubbs                 | Elena Likhovtseva   | 6-3, 5-7, 7-64    | Parcours |
| 10 | 17-06-2002 | Britannic Asset Int’l Championships Eastbourne | Tier II   | 585 000 $   | Gazon (ext.)    | Lisa Raymond Rennae Stubbs                 | Elena Likhovtseva   | 6-75, 7-66, 6-2   | Parcours |
| 11 | 04-11-2002 | Home Depot Championships Los Angeles           | Masters   | 3 000 000 $ | Dur (int.)      | Elena Dementieva Janette Husárová          | Elena Likhovtseva   | 4-6, 6-4, 6-3     | Parcours |
| 12 | 30-12-2002 | ASB Classic Auckland                           | Tier IV   | 140 000 $   | Dur (ext.)      | Teryn Ashley Abigail Spears                | Elena Likhovtseva   | 6-2, 2-6, 6-0     | Parcours |
| 13 | 17-02-2003 | Duty Free Women’s Open Dubaï                   | Tier II   | 585 000 $   | Dur (ext.)      | Svetlana Kuznetsova Martina Navrátilová    | Elena Likhovtseva   | 6-3, 7-67         | Parcours |
| 14 | 06-10-2003 | Porsche Tennis Grand Prix Filderstadt          | Tier II   | 650 000 $   | Dur (int.)      | Lisa Raymond Rennae Stubbs                 | Martina Navrátilová | 6-2, 6-4          | Parcours |
| 15 | 27-10-2003 | Advanta Championships Philadelphie             | Tier II   | 585 000 $   | Dur (int.)      | Martina Navrátilová Lisa Raymond           | Rennae Stubbs       | 6-3, 6-4          | Parcours |
| 16 | 17-05-2004 | Wien Energie Grand Prix Vienne                 | Tier III  | 170 000 $   | Terre (ext.)    | Martina Navrátilová Lisa Raymond           | Rennae Stubbs       | 6-2, 7-5          | Parcours |
| 17 | 08-11-2004 | Tour Championships by Porsche Los Angeles      | Masters   | 3 000 000 $ | Dur (int.)      | Nadia Petrova Meghann Shaughnessy          | Rennae Stubbs       | 7-5, 6-2          | Parcours |
| 18 | 21-02-2005 | Qatar Total Open Doha                          | Tier II   | 600 000 $   | Dur (ext.)      | Alicia Molik Francesca Schiavone           | Liezel Huber        | 6-3, 6-4          | Parcours |
| 19 | 02-05-2005 | Qatar Total German Open Berlin                 | Tier I    | 1 300 000 $ | Terre (ext.)    | Elena Likhovtseva Vera Zvonareva           | Liezel Huber        | 4-6, 6-4, 6-3     | Parcours |
| 20 | 23-05-2005 | Roland-Garros Paris                            | G. Chelem | 5 301 154 $ | Terre (ext.)    | Virginia Ruano Pascual Paola Suárez        | Liezel Huber        | 4-6, 6-3, 6-3     | Parcours |
| 21 | 26-09-2005 | FORTIS Championships Luxembourg                | Tier II   | 585 000 $   | Dur (int.)      | Lisa Raymond Samantha Stosur               | Rennae Stubbs       | 7-5, 6-1          | Parcours |
| 22 | 10-10-2005 | Ladies Kremlin Cup Moscou                      | Tier I    | 1 300 000 $ | Moquette (int.) | Lisa Raymond Samantha Stosur               | Rennae Stubbs       | 6-2, 6-4          | Parcours |
| 23 | 07-11-2005 | Tour Championships by Porsche Los Angeles      | Masters   | 3 000 000 $ | Dur (int.)      | Lisa Raymond Samantha Stosur               | Rennae Stubbs       | 6-75, 7-5, 6-4    | Parcours |
| 24 | 02-01-2006 | Mondial Australian Women's HC Gold Coast       | Tier III  | 175 000 $   | Dur (ext.)      | Dinara Safina Meghann Shaughnessy          | Rennae Stubbs       | 6-2, 6-3          | Parcours |
| 25 | 30-01-2006 | Toray Pan Pacific Open Tokyo                   | Tier I    | 1 340 000 $ | Moquette (int.) | Lisa Raymond Samantha Stosur               | Rennae Stubbs       | 6-2, 6-1          | Parcours |
| 26 | 06-02-2006 | Open Gaz de France Paris                       | Tier II   | 600 000 $   | Moquette (int.) | Émilie Loit Květa Peschke                  | Rennae Stubbs       | 7-65, 6-4         | Parcours |
| 27 | 15-08-2006 | Coupe Rogers Banque Nationale Montréal         | Tier I    | 1 340 000 $ | Dur (ext.)      | Martina Navrátilová Nadia Petrova          | Anna-Lena Grönefeld | 6-1, 6-2          | Parcours |
| 28 | 02-10-2006 | Porsche Tennis Grand Prix Stuttgart            | Tier II   | 650 000 $   | Dur (int.)      | Lisa Raymond Samantha Stosur               | Rennae Stubbs       | 6-3, 6-4          | Parcours |
| 29 | 06-11-2006 | Sony Ericsson Championships Madrid             | Masters   | 3 000 000 $ | Dur (int.)      | Lisa Raymond Samantha Stosur               | Rennae Stubbs       | 3-6, 6-3, 6-3     | Parcours |
| 30 | 19-03-2007 | Sony Ericsson Open Miami                       | Tier I    | 3 450 000 $ | Dur (ext.)      | Lisa Raymond Samantha Stosur               | Liezel Huber        | 6-4, 3-6, [10-2]  | Parcours |
| 31 | 13-08-2007 | Coupe Rogers American Express Toronto          | Tier I    | 1 340 000 $ | Dur (ext.)      | Katarina Srebotnik Ai Sugiyama             | Liezel Huber        | 6-4, 2-6, [10-5]  | Parcours |
| 32 | 20-08-2007 | Pilot Pen Tennis by Schick New Haven           | Tier II   | 600 000 $   | Dur (ext.)      | Sania Mirza Mara Santangelo                | Liezel Huber        | 6-1, 6-2          | Parcours |
| 33 | 18-02-2008 | Qatar Total Open Doha                          | Tier I    | 2 500 000 $ | Dur (ext.)      | Květa Peschke Rennae Stubbs                | Liezel Huber        | 6-1, 5-7, [10-7]  | Parcours |
| 34 | 24-03-2008 | Sony Ericsson Open Miami                       | Tier I    | 3 770 000 $ | Dur (ext.)      | Katarina Srebotnik Ai Sugiyama             | Liezel Huber        | 7-5, 4-6, [10-3]  | Parcours |
| 35 | 06-10-2008 | Kremlin Cup Moscou                             | Tier I    | 1 340 000 $ | Dur (int.)      | Nadia Petrova Katarina Srebotnik           | Liezel Huber        | 6-4, 6-4          | Parcours |
| 36 | 20-10-2008 | Generali Ladies Linz                           | Tier II   | 600 000 $   | Dur (int.)      | Katarina Srebotnik Ai Sugiyama             | Liezel Huber        | 6-4, 7-5          | Parcours |
| 37 | 31-08-2009 | US Open Flushing Meadows                       | G. Chelem | 9 756 000 $ | Dur (ext.)      | Serena Williams Venus Williams             | Liezel Huber        | 6-2, 6-2          | Parcours |
| 38 | 27-10-2009 | Sony Ericsson Championships Doha               | Masters   | 4 550 000 $ | Dur (ext.)      | Nuria Llagostera Vives María José Martínez | Liezel Huber        | 7-60, 5-7, 10-7   | Parcours |
| 39 | 18-01-2010 | Australian Open Melbourne                      | G. Chelem | 9 264 098 $ | Dur (ext.)      | Serena Williams Venus Williams             | Liezel Huber        | 6-4, 6-3          | Parcours |
| 40 | 08-02-2010 | Open GDF Suez Paris                            | Premier   | 700 000 $   | Dur (int.)      | Iveta Benešová Barbora Strýcová            | Liezel Huber        | Forfait           | Parcours |
| 41 | 17-05-2010 | Polsat Warsaw Open Varsovie                    | Premier   | 600 000 $   | Terre (ext.)    | Virginia Ruano Pascual Meghann Shaughnessy | Yan Zi              | 6-3, 6-4          | Parcours |
| 42 | 06-05-2013 | Mutua Madrid Open Madrid                       | PREMIER*  | 5 137 962 $ | Terre (ext.)    | A. Pavlyuchenkova Lucie Šafářová           | Marina Eraković     | 6-2, 6-4          | Parcours |
| 43 | 20-05-2013 | Internationaux de Strasbourg Strasbourg        | Intern'l  | 235 000 $   | Terre (ext.)    | Kimiko Date-Krumm Chanelle Scheepers       | Marina Eraković     | 6-4, 3-6, [14-12] | Parcours |
| 44 | 10-06-2013 | Aegon Classic Birmingham                       | Intern'l  | 235 000 $   | Gazon (ext.)    | Ashleigh Barty Casey Dellacqua             | Marina Eraković     | 7-5, 6-4          | Parcours |
| 45 | 03-03-2014 | BNP Paribas Open Indian Wells                  | PREMIER*  | 5 946 740 $ | Dur (ext.)      | Hsieh Su-Wei Peng Shuai                    | Sania Mirza         | 7-65, 6-2         | Parcours |
| 46 | 21-04-2014 | Porsche Tennis Grand Prix Stuttgart            | Premier   | 710 000 $   | Terre (int.)    | Sara Errani Roberta Vinci                  | Sania Mirza         | 6-2, 6-3          | Parcours |
| 47 | 04-08-2014 | Coupe Rogers Montréal                          | Premier 5 | 2 440 070 $ | Dur (ext.)      | Sara Errani Roberta Vinci                  | Sania Mirza         | 7-64, 6-3         | Parcours |
| 48 | 21-09-2014 | Dongfeng Motor Wuhan Open Wuhan                | Premier 5 | 2 440 070 $ | Dur (ext.)      | Martina Hingis Flavia Pennetta             | Caroline Garcia     | 6-4, 5-7, [12-10] | Parcours |
| 49 | 27-09-2014 | China Open Pékin                               | PREMIER*  | 5 427 105 $ | Dur (ext.)      | Andrea Hlaváčková Peng Shuai               | Sania Mirza         | 6-4, 6-4          | Parcours |

### Titres en double mixte
| No | Date       | Nom et lieu du tournoi      | Catégorie | Dotation    | Surface      | Partenaire   | Finalistes                           | Score          |          |
| -- | ---------- | --------------------------- | --------- | ----------- | ------------ | ------------ | ------------------------------------ | -------------- | -------- |
| 1  | 27-05-2002 | Roland-Garros Paris         | G. Chelem | 5 011 256 $ | Terre (ext.) | Wayne Black  | Elena Bovina Mark Knowles            | 6-3, 6-3       | Parcours |
| 2  | 21-06-2004 | The Championships Wimbledon | G. Chelem | 6 063 070 $ | Gazon (ext.) | Wayne Black  | Alicia Molik Todd Woodbridge         | 3-6, 7-68, 6-4 | Parcours |
| 3  | 25-08-2008 | US Open Flushing Meadows    | G. Chelem | 9 350 000 $ | Dur (ext.)   | Leander Paes | Liezel Huber Jamie Murray            | 7-66, 6-4      | Parcours |
| 4  | 18-01-2010 | Australian Open Melbourne   | G. Chelem | 9 264 098 $ | Dur (ext.)   | Leander Paes | Ekaterina Makarova Jaroslav Levinský | 7-5, 6-3       | Parcours |
| 5  | 21-06-2010 | The Championships Wimbledon | G. Chelem | 9 781 631 $ | Gazon (ext.) | Leander Paes | Lisa Raymond Wesley Moodie           | 6-4, 7-65      | Parcours |

### Finales en double mixte
| No | Date       | Nom et lieu du tournoi      | Catégorie | Dotation    | Surface      | Vainqueures                      | Partenaire   | Score    |          |
| -- | ---------- | --------------------------- | --------- | ----------- | ------------ | -------------------------------- | ------------ | -------- | -------- |
| 1  | 24-05-2004 | Roland-Garros Paris         | G. Chelem | 5 982 126 $ | Terre (ext.) | Tatiana Golovin Richard Gasquet  | Wayne Black  | 6-3, 6-4 | Parcours |
| 2  | 22-06-2009 | The Championships Wimbledon | G. Chelem | 9 487 267 $ | Gazon (ext.) | Anna-Lena Grönefeld Mark Knowles | Leander Paes | 7-5, 6-3 | Parcours |
| 3  | 31-08-2009 | US Open Flushing Meadows    | G. Chelem | 9 756 000 $ | Dur (ext.)   | Carly Gullickson Travis Parrott  | Leander Paes | 6-2, 6-4 | Parcours |

## Parcours en Grand Chelem

### En simple dames
| Année | Open d'Australie | Open d'Australie | Internationaux de France | Internationaux de France | Wimbledon       | Wimbledon           | US Open         | US Open          |
| ----- | ---------------- | ---------------- | ------------------------ | ------------------------ | --------------- | ------------------- | --------------- | ---------------- |
| 1998  | -                | -                | 2e tour (1/32)           | Elena Likhovtseva        | 3e tour (1/16)  | Tamarine Tanasugarn | 2e tour (1/32)  | Mary Pierce      |
| 1999  | 1er tour (1/64)  | Cătălina Cristea | 1er tour (1/64)          | Conchita Martínez        | 1er tour (1/64) | Sylvia Plischke     | 1er tour (1/64) | Julie Halard     |
| 2000  | 2e tour (1/32)   | Nadia Petrova    | 2e tour (1/32)           | Conchita Martínez        | 2e tour (1/32)  | Nathalie Dechy      | 1er tour (1/64) | Nathalie Dechy   |
| 2001  | 2e tour (1/32)   | Nuria Llagostera | 4e tour (1/8)            | Francesca Schiavone      | 1er tour (1/64) | Tamarine Tanasugarn | 1er tour (1/64) | Nathalie Tauziat |
| 2002  | 2e tour (1/32)   | Monica Seles     | 1er tour (1/64)          | Daniela Hantuchová       | 1er tour (1/64) | Barbara Schett      | 2e tour (1/32)  | Justine Henin    |
| 2003  | 1er tour (1/64)  | Denisa Chládková | 2e tour (1/32)           | Chanda Rubin             | 3e tour (1/16)  | Lindsay Davenport   | 1er tour (1/64) | Petra Mandula    |
| 2004  | 2e tour (1/32)   | Eléni Daniilídou | 1er tour (1/64)          | Katarina Srebotnik       | 1er tour (1/64) | Jill Craybas        | 2e tour (1/32)  | Nathalie Dechy   |
| 2005  | -                | -                | -                        | -                        | 3e tour (1/16)  | Nadia Petrova       | -               | -                |
| 2006  | 1er tour (1/64)  | Flavia Pennetta  | -                        | -                        | 1er tour (1/64) | Anastasia Myskina   | -               | -                |

À droite du résultat, l’ultime adversaire.

### En double dames
| Année | Open d'Australie              | Open d'Australie            | Internationaux de France     | Internationaux de France   | Wimbledon                    | Wimbledon                  | US Open                      | US Open                    |
| ----- | ----------------------------- | --------------------------- | ---------------------------- | -------------------------- | ---------------------------- | -------------------------- | ---------------------------- | -------------------------- |
| 1998  | -                             | -                           | -                            | -                          | 1er tour (1/32) I. Selyutina | Yayuk Basuki Caroline Vis  | 1er tour (1/32) I. Selyutina | F. Labat D. Monami         |
| 1999  | 1er tour (1/32) I. Selyutina  | Nicole Arendt M. Bollegraf  | 1er tour (1/32) I. Selyutina | C. Martínez P. Tarabini    | 2e tour (1/16) I. Selyutina  | F. Labat D. Monami         | 1er tour (1/32) I. Selyutina | K. Guse K. Radford         |
| 2000  | 1er tour (1/32) I. Selyutina  | S. Appelmans Rita Grande    | 2e tour (1/16) I. Selyutina  | Nicole Arendt M. Bollegraf | 1er tour (1/32) I. Selyutina | S. Williams V. Williams    | Finale Likhovtseva           | Julie Halard Ai Sugiyama   |
| 2001  | 2e tour (1/16) Likhovtseva    | R. McQuillan Lisa McShea    | 3e tour (1/8) Likhovtseva    | Jelena Dokić C. Martínez   | 2e tour (1/16) Likhovtseva   | R. McQuillan Lisa McShea   | 1/2 finale Likhovtseva       | Lisa Raymond Rennae Stubbs |
| 2002  | 1er tour (1/32) Likhovtseva   | Kim Grant A. Spears         | 3e tour (1/8) Likhovtseva    | Rika Fujiwara Ai Sugiyama  | 1/2 finale Likhovtseva       | V. Ruano Paola Suárez      | 1/2 finale Likhovtseva       | E. Dementieva J. Husárová  |
| 2003  | 3e tour (1/8) Likhovtseva     | Mary Pierce Rennae Stubbs   | 1/2 finale Likhovtseva       | Kim Clijsters Ai Sugiyama  | 3e tour (1/8) Likhovtseva    | Petra Mandula P. Wartusch  | 1/2 finale Likhovtseva       | V. Ruano Paola Suárez      |
| 2004  | 1er tour (1/32) Rennae Stubbs | Yan Zi Zheng Jie            | 3e tour (1/8) Rennae Stubbs  | S. Testud Roberta Vinci    | Victoire Rennae Stubbs       | Liezel Huber Ai Sugiyama   | 3e tour (1/8) Rennae Stubbs  | E. Dementieva Ai Sugiyama  |
| 2005  | 2e tour (1/16) Liezel Huber   | Eva Birnerová Andreea Vanc  | Finale Liezel Huber          | V. Ruano Paola Suárez      | Victoire Liezel Huber        | S. Kuznetsova A. Mauresmo  | 1/4 de finale Rennae Stubbs  | Lisa Raymond S. Stosur     |
| 2006  | 1/4 de finale Rennae Stubbs   | S. Asagoe K. Srebotnik      | 1/4 de finale Rennae Stubbs  | D. Hantuchová Ai Sugiyama  | 1/2 finale Rennae Stubbs     | Yan Zi Zheng Jie           | 1/4 de finale Rennae Stubbs  | Dinara Safina K. Srebotnik |
| 2007  | Victoire Liezel Huber         | Chan Yung-Jan Chuang C.J.   | 1/2 finale Liezel Huber      | Alicia Molik M. Santangelo | Victoire Liezel Huber        | K. Srebotnik Ai Sugiyama   | 2e tour (1/16) Liezel Huber  | M. Camerin Gisela Dulko    |
| 2008  | 1/4 de finale Liezel Huber    | A. Bondarenko K. Bondarenko | 1/2 finale Liezel Huber      | Anabel Medina V. Ruano     | 1/2 finale Liezel Huber      | Lisa Raymond S. Stosur     | Victoire Liezel Huber        | Lisa Raymond S. Stosur     |
| 2009  | 1/4 de finale Liezel Huber    | D. Hantuchová Ai Sugiyama   | 1/2 finale Liezel Huber      | Anabel Medina V. Ruano     | 1/2 finale Liezel Huber      | S. Williams V. Williams    | Finale Liezel Huber          | S. Williams V. Williams    |
| 2010  | Finale Liezel Huber           | S. Williams V. Williams     | 3e tour (1/8) Elena Vesnina  | Květa Peschke K. Srebotnik | 3e tour (1/8) D. Hantuchová  | Lisa Raymond Rennae Stubbs | 1/2 finale An. Rodionova     | Vania King Y. Shvedova     |
| 2011  | 1/4 de finale An. Rodionova   | Liezel Huber Nadia Petrova  | -                            | -                          | 3e tour (1/8) Shahar Peer    | Květa Peschke K. Srebotnik | -                            | -                          |
| 2013  | 3e tour (1/8) An. Rodionova   | N. Llagostera Zheng Jie     | 1/4 de finale M. Eraković    | A. Hlaváčková L. Hradecká  | 2e tour (1/16) M. Eraković   | E. Bouchard Petra Martić   | 3e tour (1/8) M. Eraković    | E. Makarova Elena Vesnina  |
| 2014  | 1/4 de finale Sania Mirza     | Sara Errani Roberta Vinci   | 1/4 de finale Sania Mirza    | Hsieh Su-Wei Peng Shuai    | 2e tour (1/16) Sania Mirza   | Pavlyuchenkova L. Šafářová | 1/2 finale Sania Mirza       | M. Hingis F. Pennetta      |
| 2015  | 1er tour (1/32) Zheng Saisai  | G. Dabrowski A. Rosolska    | -                            | -                          | 1/4 de finale Lisa Raymond   | E. Makarova Elena Vesnina  | -                            | -                          |

Sous le résultat, la partenaire ; à droite, l’ultime équipe adverse.

### En double mixte
| Année | Open d'Australie              | Open d'Australie            | Internationaux de France      | Internationaux de France    | Wimbledon                      | Wimbledon                    | US Open                          | US Open                       |
| ----- | ----------------------------- | --------------------------- | ----------------------------- | --------------------------- | ------------------------------ | ---------------------------- | -------------------------------- | ----------------------------- |
| 1998  | -                             | -                           | -                             | -                           | 3e tour (1/8) Wayne Black      | K. Guse Wayne Arthurs        | -                                | -                             |
| 1999  | -                             | -                           | 3e tour (1/8) Lan Bale        | K. Srebotnik Piet Norval    | 3e tour (1/8) Wayne Black      | Lisa McShea Bob Bryan        | 2e tour (1/8) Robbie Koenig      | A. Stevenson Brian MacPhie    |
| 2000  | 2e tour (1/8) Robbie Koenig   | Likhovtseva Jeff Tarango    | 3e tour (1/8) P. Galbraith    | C. Cristea Bob Bryan        | 1er tour (1/32) Wayne Black    | Anke Huber Joshua Eagle      | 2e tour (1/8) Mark Knowles       | A. Sánchez Jared Palmer       |
| 2001  | 2e tour (1/8) Kevin Ullyett   | Jelena Dokić N. Zimonjić    | 1er tour (1/16) Sandon Stolle | Likhovtseva M. Bhupathi     | 2e tour (1/16) Sandon Stolle   | H. Nagyová Martin Damm       | 1/4 de finale Wayne Black        | Kimberly Po D. Johnson        |
| 2002  | 1er tour (1/16) E. Ferreira   | Rita Grande Jeff Tarango    | Victoire Wayne Black          | Elena Bovina Mark Knowles   | 1er tour (1/32) Byron Black    | F. Schiavone A. Florent      | 1/4 de finale Wayne Black        | Lisa Raymond Mike Bryan       |
| 2003  | 1er tour (1/16) Wayne Black   | K. Boogert Daniel Nestor    | 1/2 finale Wayne Black        | Lisa Raymond Mike Bryan     | 3e tour (1/8) Wayne Black      | Elena Bovina S. Humphries    | 1/2 finale Wayne Black           | Krasnoroutskaïa Daniel Nestor |
| 2004  | 2e tour (1/8) Wayne Black     | Liezel Huber J. Erlich      | Finale Wayne Black            | T. Golovin R. Gasquet       | Victoire Wayne Black           | Alicia Molik T. Woodbridge   | 2e tour (1/8) Wayne Black        | M. Sharapova Max Mirnyi       |
| 2005  | 1/4 de finale Wayne Black     | Navrátilová Max Mirnyi      | 2e tour (1/8) Wayne Black     | S. Testud Marc Gicquel      | 2e tour (1/16) Wayne Black     | Mary Pierce M. Bhupathi      | 2e tour (1/8) Wayne Black        | Dinara Safina Andy Ram        |
| 2006  | 1er tour (1/16) Kevin Ullyett | N. Dechy Leander Paes       | 1er tour (1/16) Kevin Ullyett | Sun Tiantian Simon Aspelin  | 1/2 finale Wayne Black         | V. Zvonareva Andy Ram        | 1er tour (1/16) Simon Aspelin    | Jamea Jackson Jesse Levine    |
| 2007  | 1er tour (1/16) M. Matkowski  | V. Azarenka Max Mirnyi      | 1er tour (1/16) Jeff Coetzee  | N. Dechy Andy Ram           | 1/4 de finale M. Matkowski     | J. Janković Jamie Murray     | 1er tour (1/16) M. Matkowski     | A. Radwańska Fyrstenberg      |
| 2008  | 1/4 de finale Paul Hanley     | Sun Tiantian N. Zimonjić    | 2e tour (1/8) Paul Hanley     | Zheng Jie M. Bhupathi       | 3e tour (1/8) Paul Hanley      | S. Stosur Bob Bryan          | Victoire Leander Paes            | Liezel Huber Jamie Murray     |
| 2009  | 2e tour (1/8) Leander Paes    | P. Schnyder Wesley Moodie   | 2e tour (1/8) Leander Paes    | S. Bammer Łukasz Kubot      | Finale Leander Paes            | A.-L. Grönefeld Mark Knowles | Finale Leander Paes              | C. Gullickson T. Parrott      |
| 2010  | Victoire Leander Paes         | E. Makarova J. Levinský     | 1/4 de finale Leander Paes    | Y. Shvedova Julian Knowle   | Victoire Leander Paes          | Lisa Raymond Wesley Moodie   | 1/4 de finale Leander Paes       | A.-L. Grönefeld Mark Knowles  |
| 2011  | 2e tour (1/8) Leander Paes    | Chan Yung-Jan Paul Hanley   | -                             | -                           | 1/4 de finale Leander Paes     | Chan Yung-Jan Daniel Nestor  | -                                | -                             |
| 2013  | 1er tour (1/16) Paul Hanley   | Liezel Huber Max Mirnyi     | 1/2 finale A.-U.-H. Qureshi   | K. Mladenovic Daniel Nestor | 3e tour (1/8) A.-U.-H. Qureshi | K. Mladenovic Daniel Nestor  | 1er tour (1/16) A.-U.-H. Qureshi | K. Srebotnik N. Zimonjić      |
| 2014  | 1er tour (1/16) Jamie Murray  | Anabel Medina Bruno Soares  | 2e tour (1/8) Robert Farah    | K. Srebotnik Rohan Bopanna  | 2e tour (1/16) Leander Paes    | Tímea Babos Eric Butorac     | 1/4 de finale Leander Paes       | A. Spears S. González         |
| 2015  | 1/4 de finale J. S. Cabal     | K. Mladenovic Daniel Nestor | -                             | -                           | 3e tour (1/8) J. S. Cabal      | K. Mladenovic Daniel Nestor  | -                                | -                             |

Sous le résultat, le partenaire ; à droite, l’ultime équipe adverse.

## Parcours en «Premier Mandatory» et «Premier 5»
Découlant d'une réforme du circuit WTA inaugurée en 2009, les tournois WTA « Premier Mandatory » et « Premier 5 » constituent les catégories d'épreuves les plus prestigieuses, après les quatre levées du Grand Chelem.

### En double dames
N.B. : le nom de la partenaire se trouve sous le résultat ; le nom des ultimes adversaires se trouve à droite.

## Parcours aux Masters

### En double dames
| #  | Date       | Nom de l'édition                          | ($)       | Surface         | Résultat      | Partenaire        | Ultimes adversaires                  | Score            |          |
| -- | ---------- | ----------------------------------------- | --------- | --------------- | ------------- | ----------------- | ------------------------------------ | ---------------- | -------- |
| 1  | 13/11/2000 | Chase Championships New York              | 2 000 000 | Moquette (int.) | 1/4 de finale | Elena Likhovtseva | Martina Hingis Anna Kournikova       | 6-0, 7-5         | Parcours |
| 2  | 29/10/2001 | Sanex Championships Munich                | 3 000 000 | Dur (int.)      | Finale        | Elena Likhovtseva | Lisa Raymond Rennae Stubbs           | 7-5, 3-6, 6-3    | Parcours |
| 3  | 04/11/2002 | Home Depot Championships Los Angeles      | 3 000 000 | Dur (int.)      | Finale        | Elena Likhovtseva | Elena Dementieva Janette Husárová    | 4-6, 6-4, 6-3    | Parcours |
| 4  | 03/11/2003 | Tour Championships by Porsche Los Angeles | 3 000 000 | Dur (int.)      | 1/2 finale    | Elena Likhovtseva | Kim Clijsters Ai Sugiyama            | 6-3, 6-4         | Parcours |
| 5  | 08/11/2004 | Tour Championships by Porsche Los Angeles | 3 000 000 | Dur (int.)      | Finale        | Rennae Stubbs     | Nadia Petrova Meghann Shaughnessy    | 7-5, 6-2         | Parcours |
| 6  | 07/11/2005 | Tour Championships by Porsche Los Angeles | 3 000 000 | Dur (int.)      | Finale        | Rennae Stubbs     | Lisa Raymond Samantha Stosur         | 6-75, 7-5, 6-4   | Parcours |
| 7  | 06/11/2006 | Sony Ericsson Championships Madrid        | 3 000 000 | Dur (int.)      | Finale        | Rennae Stubbs     | Lisa Raymond Samantha Stosur         | 3-6, 6-3, 6-3    | Parcours |
| 8  | 05/11/2007 | Sony Ericsson Championships Madrid        | 3 000 000 | Dur (int.)      | Victoire      | Liezel Huber      | Katarina Srebotnik Ai Sugiyama       | 5-7, 6-3, [10-8] | Parcours |
| 9  | 04/11/2008 | Sony Ericsson Championships Doha          | 4 450 000 | Dur (ext.)      | Victoire      | Liezel Huber      | Květa Peschke Rennae Stubbs          | 6-1, 7-5         | Parcours |
| 10 | 27/10/2009 | Sony Ericsson Championships Doha          | 4 550 000 | Dur (ext.)      | Finale        | Liezel Huber      | Nuria Llagostera María José Martínez | 7-60, 5-7, 10-7  | Parcours |
| 11 | 20/10/2014 | BNP Paribas WTA Finals Singapour          | 6 500 000 | Dur (int.)      | Victoire      | Sania Mirza       | Hsieh Su-Wei Peng Shuai              | 6-1, 6-0         | Parcours |

## Parcours aux Jeux olympiques

### En simple dames
| # | Date       | Nom de l'olympiade           | Surface    | Résultat        | Ultime adversaire | Score         |          |
| - | ---------- | ---------------------------- | ---------- | --------------- | ----------------- | ------------- | -------- |
| 1 | 19/09/2000 | Olympic Tennis Event Sydney  | Dur (ext.) | 1er tour (1/32) | Silvia Farina     | 6-2, 3-6, 6-3 | Parcours |
| 2 | 15/08/2004 | Olympic Tennis Event Athènes | Dur (ext.) | 2e tour (1/16)  | Chanda Rubin      | 6-4, 3-6, 6-3 | Parcours |
| 3 | 11/08/2008 | Olympic Tennis Event Pékin   | Dur (ext.) | 1er tour (1/32) | Jelena Janković   | 6-3, 6-3      | Parcours |

## Classements WTA

### En simple
| Année | 1994 | 1995 | 1996 | 1997 | 1998 | 1999 | 2000 | 2001 | 2002 | 2003 | 2004 | 2005 | 2006 | 2007 | 2008 |
| Rang  | 727  | 489  | 337  | 189  | 44   | 51   | 43   | 58   | 56   | 52   | 134  | 174  | 284  | -    | 660  |

Source : (en) « Classements de Cara Black », sur le site officiel du WTA Tour

### En double
| Année | 1995 | 1996 | 1997 | 1998 | 1999 | 2000 | 2001 | 2002 | 2003 | 2004 | 2005 | 2006 | 2007 | 2008 | 2009 | 2010 | 2011 | 2012 | 2013 | 2014 | 2015 |
| Rang  | 463  | 306  | 159  | 78   | 30   | 13   | 3    | 9    | 9    | 3    | 1    | 5    | 1    | 1    | 1    | 13   | 77   | 624  | 13   | 4    | 108  |

Source : (en) « Classements de Cara Black », sur le site officiel du WTA Tour